# Kvarndammen (Lids socken, Södermanland)
Kvarndammen är en sjö i Nyköpings kommun i Södermanland och ingår i Svärtaåns huvudavrinningsområde. Sjöns area är 0,012 kvadratkilometer och den är belägen 28 meter över havet.